# Operation Java
Die Operation Java war eine internationale Kooperation zwischen polizeilichen Dienststellen und Staatsanwaltschaften gegen die organisierte georgische Mafia in Europa. Ihr lag unter anderem eine Interpol-Grüneck-Ausschreibung durch die österreichischen Behörden zugrunde. Mit insgesamt 15 rechtskräftigen Verurteilungen wegen Beteiligung an einer kriminellen Organisation (§ 278a StGB) kam die Operation Java im Oktober 2011 in Österreich zu einem offiziellen Abschluss.
Der Nationale Gerichtshof in Spanien hatte Anfang 2009 Ermittlungen gegen eine organisierte Bande aus georgischen Kriminellen, sog. Diebe im Gesetz (georgisch კანონიერი ქურდები), eingeleitet, die auch in Deutschland, Frankreich, Italien, Österreich, der Schweiz und Spanien in großem Umfang Warendiebstähle in Geschäften begangen hatten. Die nationalen Polizeiorgane hatten selbständig in ihren Ländern die Ermittlungen aufgenommen.

## Vorgeschichte
Im September 2006 wurde nach jahrelangen Vorermittlungen in Österreich der georgische „Dieb im Gesetz“ Zaal Macharoblidse (Deckname: Glechovitsch) festgenommen und im Januar 2008 rechtskräftig wegen Erpressung und Beteiligung an einer kriminellen Organisation verurteilt. Ein weiterer georgischer „Dieb im Gesetz“ Zaza Elikashvili kam nach Österreich, um die kriminelle Tätigkeit von Macharoblidse weiterzuführen. Im Sommer 2009 wurden die Ermittler des österreichischen BKA von Schweizer Kollegen über die Festnahme von Elikashvili, der mit einem gefälschten bulgarischen Reisepass angehalten wurde, unterrichtet. Die Schweizer Behörden stellten fest, dass Elikashvili mehrere Brigaden in unterschiedlichen Regionen der Schweiz unterhielt, alle Einnahmen aus kriminellen Tätigkeiten seiner Brigaden sammelte und sie persönlich nach Spanien brachte, weshalb die Schweiz ein Rechtshilfeersuchen an Spanien stellte. Etwa zur selben Zeit erhielt das österreichische BKA einen Anruf aus Deutschland, weil die Österreicher Erkenntnisse über Kahaber Shushanashvili, der nach der spanischen Operation „Avispa II“ die Oberhand über eine kriminelle Gruppierung in Spanien übernommen hatte, besaßen und die spanischen OK-Behörden diesbezüglich eine Anfrage an die Deutschen richteten. Das österreichische BKA bestätigte, dass Elikashvili während seiner Aufenthalte in Österreich in regelmäßigem Telefonkontakt zu Shushanashvili stand. Zwischenzeitlich stellten die deutschen Behörden fest, dass analog zur Schweiz auch in Deutschland georgische Mafiagruppierungen Gelder nach Spanien schickten. Nachdem das Geld das in Spanien von der russischen Mafia installierte Geldwäschesystem durchlaufen hatte, wurde es dann über Österreich nach Georgien und Russland transferiert. Am 28. Juli 2009 fand ein Treffen der deutschen und österreichischen Ermittler mit den Kriminalisten in Spanien statt. Aufgrund der Brisanz der ermittelten Tatsachen wurde die streng geheime „Operation Java“ ins Leben gerufen unter Einbeziehung spanischer, deutscher, Schweizer und österreichischer OK-Ermittler und der jeweils regional zuständigen Staatsanwälte. Die beteiligten Länder führten diese Operation als Verschlussakt, weil Kontakte der Mafiamitglieder zu hochrangigen Beamten in ganz Europa befürchtet wurden.

## Aktionen in Europa
Die Festnahmen in den sechs europäischen Ländern begannen am 15. März 2010 um 6 Uhr und betrafen mindestens 76 Beschuldigte. Der in Griechenland sich aufhaltende Chef der Bande Lasha Shushanashvili konnte sich der Festnahme durch die griechische Polizei  entziehen. Er sollte sich am Montag in einem Hotel in Thessaloniki aufhalten, konnte aber dort nicht von der Polizei aufgegriffen werden. In Österreich wurden 48, in Spanien 24, in Deutschland 22, in der Schweiz 11 und Italien vier Beschuldigte festgenommen oder verhaftet. In Frankreich konnte ein Mordkomplott der Bandenangehörigen aufgedeckt werden.

## Fahndung in Deutschland
In Deutschland wurden nach Angaben des Dezernatsleiters Mario Huber des LKA Bayern in den Bundesländern Bayern, Berlin, Brandenburg, Hamburg, Niedersachsen und Nordrhein-Westfalen 41 Objekte durchsucht und 17 Personen festgenommen. Die Fahndungsmaßnahmen wurden in Deutschland vom Landeskriminalamt in Bayern geleitet. Die Ausführung der Fahndung lag in den Händen der Staatsanwaltschaft Kempten. Als sogenannter Statthalter der Bande in Deutschland konnte in München ein 27 Jahre alter georgischer Asylbewerber festgenommen werden.
Am 15. März 2010 konnten 20 Tonnen Diebesgut sichergestellt werden. Dabei wurden noch 120.000 Euro und Kassenbücher der Bande beschlagnahmt. Allein in Bochum konnte die Polizei mehrere Tonnen Zigaretten, Kosmetika und Spirituosen an gestohlener Ware registrieren. Die Mitglieder der Bande verkauften die gestohlenen Waren und mussten die Verkaufserlöse monatlich in der Größenordnung von mehreren tausend Euro an den Statthalter in München abliefern. Von München aus wurde dann das Geld an den Zentralsitz der Bande in Barcelona überwiesen.

## Fahndung in Österreich
Der Direktor des österreichischen Bundeskriminalamtes (BK) Franz Lang gab am 16. März 2010 bekannt, dass die Bandenmitglieder allein in Wien etwa 30 Prozent der Wohnungseinbrüche begangen hätten. Die Bandenmitglieder hätten Hunderte von Einbrüchen und Tausende von Diebstählen begangen. Seit dem Sommer 2009 hatte die Sonderkommission Ost (SoKo Ost) schon 330 sogenannte Soldaten der Bande als Diebe in Österreich festgenommen, die aus Georgien stammten. Bei der Fahndungsaktion am 15. März 2010 waren 172 Polizisten beteiligt. Die Polizisten kamen aus dem Einsatzkommando Cobra, der Sondereinheit  WEGA der Wiener Polizei, dem BK und den Landeskriminalämtern aus dem Burgenland, Niederösterreich, Oberösterreich, Tirol und Wien. Die ersten Kontakte im Zuge der Ermittlungen nahm die SoKo Ost im Sommer 2009 zur spanischen Polizei auf.
Der Abteilungsleiter im BK für Ermittlungen, Allgemeine und Organisierte Kriminalität Ernst Geiger berichtete, dass in Wien allein in den zwei vorangegangenen Wochen in einer Straße 37 Kilogramm Schmuck von der Bande gestohlen wurden. In Wien konnten auch zwei Statthalter der Bande festgenommen werden, die sich dort als Asylbewerber aufhielten. Den Bandenmitgliedern wird die Mitgliedschaft in einer kriminellen Organisation, bewaffneter Raubüberfall, Körperverletzungen, Erpressung, Ladendiebstähle, Hehlerei, Geldwäsche und Einbruchdiebstähle vorgeworfen.

## Fahndung in Spanien
Diese Operation war die dritte in Spanien seit dem Jahr 2000 gegen russische bzw. georgische Banden. Allein in Spanien sind dabei mehr als 100 Mitglieder der Banden festgenommen worden. Wie die stellvertretende Regierungschefin María Teresa Fernández de la Vega bekannt gab, hatten die Führer der Banden an den Küsten Spaniens ihre Wohnsitze. In den Städten Madrid, Bilbao, Valencia und Barcelona wurden Objekte durchsucht und Festnahmen vorgenommen. Der Bruder von Lasha Shushanashvili, Kakhaber Shushanashvili, konnte nordöstlich von Barcelona festgenommen werden. Er wird von der Polizei als der Chef des westeuropäischen Zweiges der Bande eingestuft.
Bei den Festgenommenen konnte die Polizei falsche Pässe und eine Pistole beschlagnahmen.

## Organisation der Bandenstruktur
Die Struktur der georgischen Bande bildet eine Geheimgesellschaft. An der Spitze steht der Dieb im Gesetz. Er hat etwa die Rangstellung wie ein Pate bei der italienischen Mafia. Bei dieser jetzt zerschlagenen Bande gab es drei der Rangstellung Dieb im Gesetz als inneren Führungskreis. In den Fahndungsmaßnahmen der Jahre 2005 und 2006 konnten zwei dieser Führungsfiguren festgenommen werden.
Der innere Führungskreis bestimmt auch, wer von der untersten Ebene der Organisation in die zweite Führungsebene aufsteigen darf. Diese bilden die sogenannten Statthalter, auch Brigadeführer genannt, die die Gewinne der kriminellen Verbrechen einsammeln und an den Führungszirkel weiterleiten. Eine Gruppe zwischen der zweiten und dritten Führungsebene werden die Schauenden (russ. smotrjaschtschij) genannt, die die untere Schicht der Bande kontrollieren soll.
Die Diebe im Gesetz schlichten auch Konflikte innerhalb der Bande und beschließen auch die strategischen Maßnahmen der Bande.
Untereinander verkehrten die Bandenmitglieder in einer kodierten Weise über Sprechfunk und E-Mails. Bei ihren Diebstählen und Raubzügen verwendeten sie gestohlene Fahrzeuge und trugen Maßanzüge, um nicht bei Fahndungsaktionen der Polizei aufzufallen. Pflicht der Bandenmitglieder war es, Beiträge in eine Art Gemeinschaftskasse (genannt Obschtschjak) einzuzahlen. Aus dieser Kasse wurden dann Mitglieder der Bande unterstützt, die festgenommen wurden.